# Maximus (évêque de Genève)
Pour les articles homonymes, voir Maximus.
Maximus (Maxime) est un évêque de Genève du VIe siècle. Maximus est placé au 9e rang des évêques dans la liste de la Bible de Saint-Pierre, mais il n'est que le cinquième attesté par les sources.

## Biographie
Maximus (Maxime) semble avoir été élu évêque de Genève vers 512-513.
Selon l'abbé et historien Louis Duchesne (1894), ses travaux l'amènent à indiquer que son père aurait été Florentinus (Florentin). Les auteurs du Régeste genevois (1866) mentionnent ce sénateur de la cité de Genève élu vers 513, mais qui aurait refusé,.
Maximus est mentionné dans plusieurs lettres d'Avit, archevêque de Vienne, dont Genève est suffragant, et ami de Maximus. L'une d'elles nous indique que lors d'une homélie dans la basilique Notre-Dame de Genève, vers 513/516, l'évêque Maximus est absent. Dans une autre, Avit regrette cette absence, mais remercie Maximus pour ses cadeaux.
Vers 513, il fait édifier une église sur les vestiges d'un ancien temple romain, à Annemasse, dans la banlieue de Genève. L'archevêque Avit prononce à l'occasion de la consécration, vers 515, une homélie,.
Il fait partie des évêques qui conseillent à Sigismond, fils du roi des Burgondes, Gondebaud, de faire édifier un monastère à Agaune, en l'honneur du saint patron Maurice. Le 22 septembre 515, l'abbaye est inaugurée en présence d'un grand nombre d'évêques, dont Maximus et l'archevêque Avit, de comtes et de grands seigneurs de la région. En 516, Sigismond est proclamé roi par son père qui meurt peu de temps après.
Maximus est présent au concile d'Épaone, en 517,,. Il prend part aussi au concile provincial de Lyon (entre 518 et 523),,.
Les auteurs du Régeste genevois (1866) le mentionnent comme étant présent au quatrième concile d'Arles de 524, au second concile d'Orange et au concile de Vaison, qui ont eu lieu en 529. Toutefois, ces deux participations sont présumées puisque Maximus n'est mentionné dans les listes épiscopales — l'Helvetia Sacra (vol. 3, coll. Le diocèse de Genève, l'archidiocèse de Vienne en Dauphiné, 1980), ou encore l'ouvrage collectif Le diocèse de Genève-Annecy (1985), utilisés pour l'article du Dictionnaire historique de la Suisse (2007) —, que jusque vers 523.